# 睦月神事
睦月神事（むつき しんじ）は、日本の祭りの一つ。福井県福井市大森町（旧・丹生郡清水町大森。江戸時代における越前国丹生郡大森村、幕藩体制下の越前福井藩知行大森村。鎌倉時代の荘園制度下における越前国志津荘大森村）に伝わる伝統行事であり、地元の賀茂神社に奉納する神事芸能である。

## 概要
天下泰平・国家安穏・五穀豊穣など（往時は養蚕も含む）を祈願する神事で、越前猿楽の本貫地らしく延年の面影を遺しており、大行列や田楽を模した稚児舞、農耕を模した太夫の田遊び儀礼など、中世芸能の生きた姿を見ることができる。
往時には、年に1度の旧暦正月14日（今でいう旧正月14日）に、現代では4年に1度、旧暦の正月14日にあたる新暦2月14日に近い日曜日（※直近の2019年〈平成31年〉は2月17日・第3日曜日であった。次回は2023年〈令和5年〉）に奉納されている。
奉納先は、奈良時代初頭の養老元年（西暦717年）に創建と伝えられる、大森の賀茂神社（賀茂下上大明神、福井市加茂町 賀茂神社）である。所在地は福井市大森町9番地。
安土桃山時代末期の天正11年（1583年）に記された「丹生郡清水町斉藤六兵衛家文書」に所収の「賀茂明神由来覚」によれば、荘園制度が健在であった鎌倉時代から室町時代前期にかけては、志津荘/志津之荘（しずのしょう）の8か村を4組に分け、毎年の正月14日（旧正月の14日）に交替で賀茂社の拝殿にて奉納されていた。その拝殿が明治4年（1871年/1872年）の火災で焼失すると、以後は民家の敷地を利用して続けられてきた。しかし経済状況の悪化などによって脱落する地区が相次ぎ、祭礼のみを行う地区が多くなっていった。20世紀日本の時勢の移ろいに倣って規模の縮小を余儀なくされた昭和後期以降（第二次世界大戦戦後以降）は、4年に1回、大森町でのみ盛大に行われる形に変わった。大森町の大森家に伝わる江戸時代の睦月神事に関する史料（安政6年〈1859年〉の『加茂臨時祭記』、『加茂雷社祭詞録』など）には、神事で奉納されるお囃子や歌などが鎌倉時代から伝わる言葉で記録されている。21世紀前期現在では「800年以上前に始まった」と紹介されている。
1978年（昭和53年）5月22日、睦月神事で執り行われる伝統芸能は、「睦月神事の芸能」名義で国の重要無形民俗文化財に指定された（現在管理者は加茂神社睦月神事保存会〈加茂神社睦月神事奉賛会〉）。1999年（平成11年）には、加茂神社睦月神事保存会（加茂神社睦月神事奉賛会）が発足すると共に、睦月神事の保存と継承を図る専用施設（専用公民館）として睦月神事会館も開館した。
神事は練習であっても神前で行うものと決まっている。会館が完成してからは（御旅所として?）ここに太鼓と共に神輿を渡御した後でその年の練習が始められるようになった。奉納される稚児舞は、神を迎えておもてなしする本舞の「祝い中（いわいなか）」（米俵上に戸板を渡した舞台の上で舞う）、祝中を真似て滑稽に舞う「もどき」、4人の稚児が簓（ささら）を持って舞う「ささら」、1人の稚児が掛け声に合わせて華やかに舞う「さいやいや」の4種類があり、それぞれの舞には、祝い中が4～7歳、もどきが10～12歳、ささらが8～10歳、さいやいやが4歳～12歳と、演目ごとに舞える年齢が決まっていて、舞う者は一生に一度ずつしか行えない。当日は、侍太鼓（触れ太鼓）に始まり、賀茂神社参拝、服装を整える丈揃（たけそろえ）、扇本（祭詞と囃子が交互を続ける）、獅子舞・奴・囃子などが神輿と共に練り歩く神輿渡御、明神参り（現在では神事会館への練り込み）、油おしと張りもの（神事の祭場の決定）、祝い中（本舞）、もどき（本舞の真似）、ささら（ささら舞）、さいやいや（一人舞）、扇本、祝詞奏上、神輿還幸が執り行われる。